# Stockholms Operettensemble
Stockholms Operettensemble var en ensemble i Stockholm, som under åren 1979–2014 framförde operetter, musikaler och konserter i Stockholm . Den
bildades 1979 av Anne-Lie Kinnunen, Leif Johannisson, Karl-Erik Jonsson, Stig Lennarth och Berth Vestergård, på Jarlateatern i Stockholm. Från 1983 till 2014 hade den  Hallwylska Palatsets gård som spelplats för sina sommarproduktioner. 
Under senare år leddes verksamheten av Rimma Gotskosik, och hade då  namnet Stockholms Nya Operettensemble. Den har varit vilande, sedan spelplatsen 2015 togs i bruk för restaurangverksamhet.